# یواس‌اس مانادا (وای‌تی‌بی-۲۲۴)
یواس‌اس مانادا (وای‌تی‌بی-۲۲۴) (به انگلیسی: USS Manada (YTB-224)) یک کشتی بود که طول آن ۱۱۰ فوت ۰ اینچ (۳۳٫۵۳ متر) بود. این کشتی در سال ۱۹۴۴ ساخته شد.